# Франко-монегасские договоры

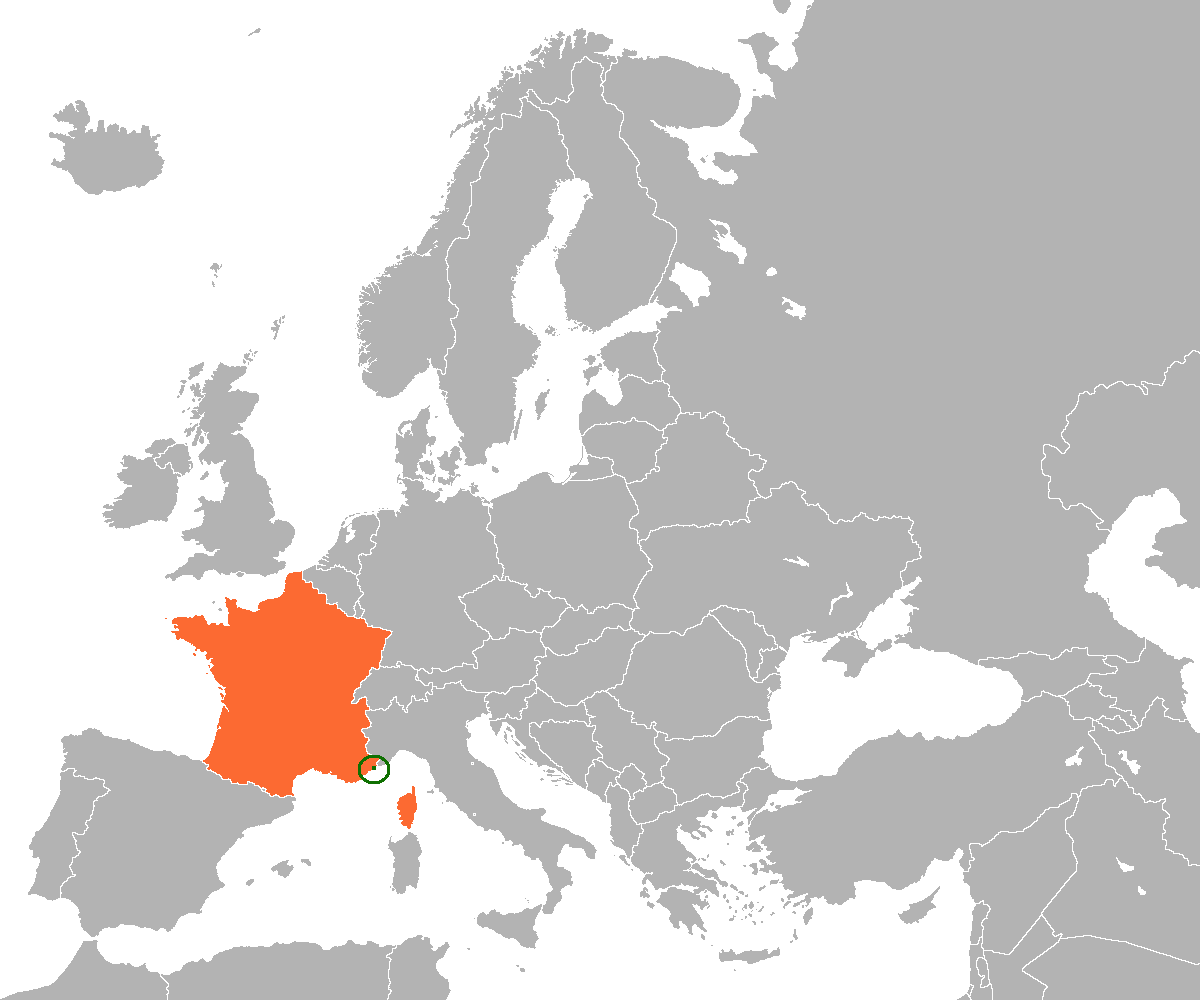
Франция (оранжевый) и Монако (зеленый) на карте Европы

Франко-монегасские договоры — договоры между Францией и Монако, регулирующие взаимоотношения между этими странами.

## История

### 1-й Франко-монегасский договор

#### Предыстория
15 февраля 1793 года княжество Монако было присоединено к Франции. После разгрома империи Наполеона княжество ненадолго вновь обрело независимость, но 20 ноября 1815 года, княжество Монако было поставлено под протекторат Сардинского королевства. В марте 1860 года Сардинское королевство уступило Франции Савойю и графство Ниццу, включая Ментон и Рокебрюн. 18 июля 1860 года королевство Сардиния вывела свои войска из Монако, положив тем самым конец протекторату. Монако вновь стало независимым, но столкнулось с тем, что часть территории уже входила в состав Франции. Между странами начались переговоры, которые привели к подписанию первого Франко-монегасского договора 1861 года.

#### 1-й договор
2 февраля 1861 года между Францией и Княжеством Монако был подписан договор. Франция признала независимость княжества Монако. Монако отказывалось от всяких прав на Ментон и Рокебрюн в обмен на денежную компенсацию в размере четырех миллионов франков. В результате этого территория княжества уменьшилась в двадцать раз.
Также князь Карл III давал обязательство не продавать территории княжества никому, кроме Франции.

### 2-й Франко-монегасский договор

#### Предыстория
Во время Первой мировой войны Франция, опасаясь, что власть в Монако могут захватить немцы, так как наследник престола не был женат, а ближайший родственник князя, герцог Вильгельм фон Урах, был подданным Германии, вынудила князя Альберта I к подписанию нового договора.

#### 2-й договор
17 июля 1918 года между Францией и Княжеством Монако был подписан договор. Договор этот назывался «Договор о дружбе и защите». По условиям договора Франция признавала и гарантировала независимость, суверенитет и территориальную целостность Княжества Монако. Правительство княжества обязывалось действовать «в соответствии с политическими, военными, морскими и экономическими интересами Франции» и согласовывать с ней свою внешнюю политику.
В случае прекращения династии престол мог занять монегаск или француз.
Французские армия и флот получали право входить на территорию Монако без согласия князя.
Договор вступил в силу 23 июня 1919 года.

### 3-й Франко-монегасский договор

#### Предыстория
В 2002 году в Конституцию Монако были внесены изменения. Внесенные изменения гласили, что только член семьи Гримальди может взойти на престол. По этой причине 24 октября 2002 года был подписан новый договор, учитывающий данные изменения.

#### 3-й договор
Третий договор был подписан 24 октября 2002 года. Новый договор учитывал все изменения, которые возникли в ходе пересмотра Конституции Монако в 2002 году. В соответствии с конституционными изменениями только член семьи Гримальди может взойти на престол. Таким образом большинство пунктов 2-го договора были упразднены.